# Toro (Uganda)

Bandiera del Regno di Toro

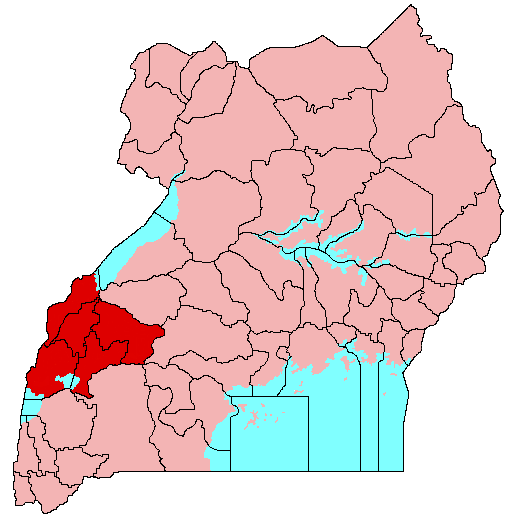
Regno Toro prima del 1967

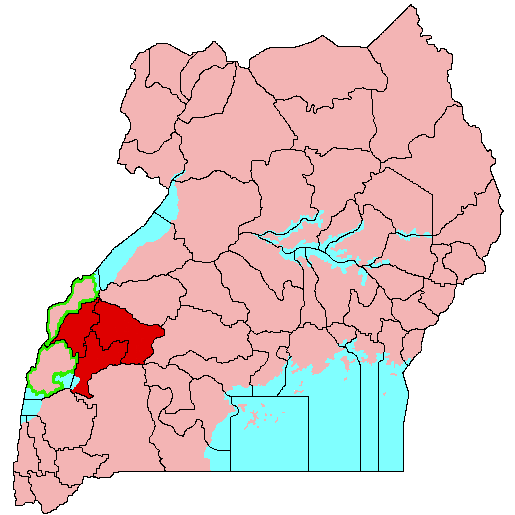
Regno Toro dal 1993

Il Regno di Toro è uno dei quattro Regni tradizionali dell'Uganda. Si trova nella parte sudoccidentale del paese, e ha come capitale Fort Portal. Gli abitanti del Regno, detti Batoro, costituiscono circa il 3% della popolazione ugandese.

## Storia
Il Regno fu fondato nel 1830 dall'omukama Kaboyo Olimi I, figlio di Nyamutukura Kyebambe III omukama del Regno Bunyoro, che si ribellò al padre per fondare il proprio regno. Nel 1876 il Toro fu riassorbito nel Regno di Bunyoro-Kitara, per tornare indipendente nel 1891. Come gli altri Regni tradizionali, fu abolito nel 1967 e ricostituito nel 1993.

## Lista degli omukama di Toro
- Olimi I - ca.1830-anni 1860
- Ruhaga (usurpatore) - anni 1860
- Kyebambe I - anni 1860-1870
- Rukidi I - 1870-1871
- Kyebambe I - 1871-1872
- Olimi II - 1872-anni 1870
- Kyebambe II - anni 1870
- Rukidi II - anni 1870
- Rububi Kyebambe III - anni 1870
- Kakende - anni 1870-1876
- periodo di reintegrazione nel regno di Bunyoro - 1876-1891
- Kyebambe IV - 1891-1928
- Rukidi III - 1929-1965
- Olimi III - 1965-1967
- periodo di interregno
- Olimi III - 1993-1995
- Rukidi IV - 1995-oggi